# Comuna Pilu, Arad
Pilu (în maghiară Nagypél, germană Pell) este o comună în județul Arad, Crișana, România, formată din satele Pilu (reședința) și Vărșand.

## Demografie
Componența etnică a comunei Pilu
     Români (90,18%)
     Romi (3,27%)
     Maghiari (2,79%)
     Alte etnii (0,24%)
     Necunoscută (3,51%)
Componența confesională a comunei Pilu
     Ortodocși (82,05%)
     Penticostali (6,5%)
     Romano-catolici (3,22%)
     Adventiști (2,21%)
     Baptiști (1,2%)
     Alte religii (1,06%)
     Necunoscută (3,75%)
Conform recensământului efectuat în 2021, populația comunei Pilu se ridică la 2.078 de locuitori, în creștere față de recensământul anterior din 2011, când fuseseră înregistrați 2.060 de locuitori. Majoritatea locuitorilor sunt români (90,18%), cu minorități de romi (3,27%) și maghiari (2,79%), iar pentru 3,51% nu se cunoaște apartenența etnică. Din punct de vedere confesional, majoritatea locuitorilor sunt ortodocși (82,05%), cu minorități de penticostali (6,5%), romano-catolici (3,22%), adventiști (2,21%) și baptiști (1,2%), iar pentru 3,75% nu se cunoaște apartenența confesională.

## Politică și administrație
Comuna Pilu este administrată de un primar și un consiliu local compus din 11 consilieri. Primarul, Casian Petru Toma[*], de la Partidul Social Democrat, este în funcție din 1 noiembrie 2024. Începând cu alegerile locale din 2024, consiliul local are următoarea componență pe partide politice:
|  | Partid                                    | Consilieri | Componența Consiliului | Componența Consiliului | Componența Consiliului | Componența Consiliului | Componența Consiliului |
|  | ----------------------------------------- | ---------- | ---------------------- | ---------------------- | ---------------------- | ---------------------- | ---------------------- |
|  | Partidul Social Democrat                  | 5          |                        |                        |                        |                        |                        |
|  | Partidul Național Liberal                 | 5          |                        |                        |                        |                        |                        |
|  | Alianța Dreapta Unită Usr - Forța Dreptei | 1          |                        |                        |                        |                        |                        |

## Atracții turistice
- Valea Crișului Alb
- Canalul Morilor
- Câmpia Crișului Alb și Crișului Negru (arie de protecție specială avifaunistică)

## Personalități născute aici
- Mircea Micu (1937 - 2010), scriitor.